# Izák Abrabanel

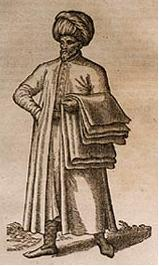
Abrabanel na dobové kresbě

Izák ben Judah Abrabanel (1437, Lisabon – 1508, Benátky) byl židovský filozof a komentátor Tóry narozený v Portugalsku.

## Život
Byl nejprve významným finančníkem, portugalský král ho jmenoval pokladníkem (de facto ministrem financí). Byl ovšem přinucen vzdát se svého úřadu králem Janem II., který ho podezíral z toho, že se zapletl do spiknutí vévody z Braganzy. Abrabanelovi se sice podařilo uprchnout do Kastilie, ale jeho veškerý majetek byl zkonfiskován. Abrabanel se pak usadil v Toledu a začal se mnohem více věnovat výkladu bible. Napsal rozsáhhlé komentáře ke knihám Jozue, Soudců a knize Samuelově. Pak ho však znovu zlákala politika a začal pracovat pro královnu Isabelu. Po vyhlášení neblaze proslulého ediktu, který vyháněl Židy ze Španělska, se snažil ho odvrátit, když nabídl králi 30 000 dukátů z vlastních peněz, avšak marně. Opustil proto Španělsko spolu se svými souvěrci. Odešel do Neapole. I v pozdějších letech prý nabízel králi Ferdinandovi vysoké sumy (600 000 korun) za zrušení ediktu. Král prý dokonce uvažoval o tom, že nabídku přijme, legenda však praví, že podlehl tlaku dominikánského inkvizitora Tomáse de Torquemady, který mával před králem krucifixem a křičel na něj, zda chce zradit svého pána stejně jako Jidáš. Abrabanel zemřel v Benátkách, pohřben byl v Padově. Zdejší hřbitov však byl vypleněn, Abrabanel tak nemá svůj hrob.

## Dílo
Jeho výklady bible byly ve své době výjimečné tím, že je propojoval s aktuálními společenskými a politickými problémy. Výjimečným mezi židovskými učenci byl též tím, že jeho práce respektovali i křesťanští myslitelé a často je využívali při svých vlastních výkladech bible. Abrabanel sám byl vůči křesťanství velmi otevřený a hojně citoval například z Jeronýmových výkladů, které dokonce označoval za správnější než ty rabínské. Jeho texty jsou psány srozumitelným stylem, s cílem oslovit i méně vzdělané židovské čtenáře. Zvláštní zájem Abrabanel věnoval tématu Mesiáše v judaismu (zejm. v trilogii Migdal ješu'ot (Pevnost spásy; מגדל ישועות‎). Postavil se jak proti křesťanskému pojetí mesiáše, tak proti tradičnímu pojetí judaistickému. Zdá se, že mnohými texty chtěl dodat naději svým trpícím souvěrcům ve Španělsku, že příchod Mesiáše se blíží a oni se ho dožijí. Soustředil se přitom na mesiánské zmínky u méně známých proroků, zejména u Daniela, který ani není za proroka v judaismu uznáván. Bojoval proti racionalistickému výkladu Bible (zejména proti Maimonidovu) i proti výkladu, který bibli vnímal jako filozofickou alegorii. Také kabalistickým výkladům své doby byl vzdálen, i když je zjevně znal a částečně zřejmě respektoval.

## Kontroverze
Někteří pozdější autoři (zejm. David Brion Davis) považují některé Abrabanelovy zmínky o černoších v jeho textech za rasistické. To proto, že Abrabanel považoval černošské otroky za potomky biblického Hama, který byl proklet. Tyto pasáže také posloužily americkému černošskému antisemitismu k obviněním, že Židé byli hlavními organizátory a podporovateli obchodu s černými otroky ve středověku. Jiní autoři, jako Jonathan Schorch či David M. Goldenberg, obviněním z rasismu však oponují a tvrdí, že jsou nejen ahistorické (tyto názory byly tehdy obvyklé u křesťanských i muslimských autorů, byly common sensem své doby), ale jsou založeny i na nepochopení Abrabanelova textu. Pojem černého otroka byl podle nich pro Abrabanela jakýmsi „abstraktním mýtem”, způsobem, jak vykládat biblický text, zatímco jeho vnímání reálných černochů bylo mnohem humanističtější, než bylo v jeho době obvyklé.